# Brat Tour
El Brat Tour (también conocido como Brat Arena Tour para sus fechas en arenas) es la cuarta gira musical en solitario de la cantante británica Charli XCX en apoyo a su sexto álbum de estudio Brat (2024). Comenzó el 27 de noviembre de 2024 en Mánchester y está programado a concluir  el 10 de agosto de 2025 en Helsinki. La cantante británica Shygirl actúa como telonera durante la gira.

## Antecedentes y desarrollo
El 7 de junio de 2024, Charli XCX lanza su álbum Brat, proyecto que se convertiría en el mayor éxito comercial de su carrera, alcanzando su mejor posición histórica en el Billboard 200. Por ello, con propósito de promocionar su trabajo discográfico, la cantante realiza dos espectáculos distintos, Brat Live y Partygirl, con los cuales toca en diversos festivales y discotecas de Europa y América.
El 3 de abril de 2024 es anunciado el Brat 2024 Arena Tour en el Reino Unido, el que constaría de 4 fechas en solitario en arenas del país, siendo su gira más grande en la región. El 17 de abril anuncia su gira conjunta Sweat con Troye Sivan. El Brat Tour fue posteriormente expandido a festivales en Oceanía, Europa y América del Norte, y el 22 de noviembre de 2024 la cantante anuncia su gira en solitario en arenas de los Estados Unidos, la cual titularía Brat 2025 Arena Tour.

## Fechas
| Fecha             | Ciudad           | País           | Recinto                        | Telonero           | Asistencia | Recaudación |
| 2024              | 2024             | 2024           | 2024                           | 2024               | 2024       | 2024        |
| Europa            | Europa           | Europa         | Europa                         | Europa             | Europa     | Europa      |
| ----------------- | ---------------- | -------------- | ------------------------------ | ------------------ | ---------- | ----------- |
| 27 de noviembre   | Mánchester       | Reino Unido    | Co-op Live                     | Shygirl            | 18,194     | $1,002,439  |
| 28 de noviembre   | Londres          | Reino Unido    | The O2 Arena                   | Shygirl            | 18,638     | $1,102,946  |
| 29 de noviembre   | Birmingham       | Reino Unido    | Resorts World Arena            | Shygirl            | 13,725     | $780,147    |
| 2 de diciembre    | Glasgow          | Reino Unido    | OVO Hydro                      | Shygirl            | 13,587     | $899,296    |
| 2025              |                  |                |                                |                    |            |             |
| Oceanía           |                  |                |                                |                    |            |             |
| 6 de febrero      | Auckland         | Nueva Zelanda  | Western Springs Stadium        | Festival           | Festival   | Festival    |
| 8 de febrero      | Brisbane         | Australia      | Brisbane Showgrounds           | Festival           | Festival   | Festival    |
| 9 de febrero      | Sídney           | Australia      | Centennial Park                | Festival           | Festival   | Festival    |
| 14 de febrero     | Melbourne        | Australia      | Flemington Park                | Festival           | Festival   | Festival    |
| 15 de febrero     | Adelaida         | Australia      | Bonython Park                  | Festival           | Festival   | Festival    |
| 16 de febrero     | Perth            | Australia      | Wellington Square              | Festival           | Festival   | Festival    |
| América del Norte |                  |                |                                |                    |            |             |
| 5 de abril        | Ciudad de México | México         | Parque Bicentenario            | Festival           | Festival   | Festival    |
| 6 de abril        | Monterrey        | México         | Parque Fundidora               | Festival           | Festival   | Festival    |
| 12 de abril       | Indio            | Estados Unidos | Empire Polo Club               | Festival           | Festival   | Festival    |
| 19 de abril       | Indio            | Estados Unidos | Empire Polo Club               | Festival           | Festival   | Festival    |
| 22 de abril       | Austin           | Estados Unidos | Moody Center                   | Finn Keane         | ―          | ―           |
| 23 de abril       | Austin           | Estados Unidos | Moody Center                   | Finn Keane         | ―          | ―           |
| 26 de abril       | Minneapolis      | Estados Unidos | Target Center                  | Finn Keane         | ―          | ―           |
| 28 de abril       | Rosemont         | Estados Unidos | Allstate Arena                 | Finn Keane         | ―          | ―           |
| 30 de abril       | Brooklyn         | Estados Unidos | Barclays Center                | Finn Keane         | ―          | ―           |
| 1 de mayo         | Brooklyn         | Estados Unidos | Barclays Center                | Finn Keane         | ―          | ―           |
| 3 de mayo         | Brooklyn         | Estados Unidos | Barclays Center                | Finn Keane         | ―          | ―           |
| 4 de mayo         | Brooklyn         | Estados Unidos | Barclays Center                | Finn Keane         | ―          | ―           |
| Europa            |                  |                |                                |                    |            |             |
| 31 de mayo        | Varsovia         | Polonia        | Tor wyścigów konnych Służewiec | Festival           | Festival   | Festival    |
| 7 de junio        | París            | Francia        | Bois de Vincennes              | Festival           | Festival   | Festival    |
| 12 de junio       | Porto            | Portugal       | Parque da Cidade               | Festival           | Festival   | Festival    |
| 14 de junio       | Londres          | Reino Unido    | Victoria Park                  | Festival           | Festival   | Festival    |
| 15 de junio       | Mánchester       | Reino Unido    | Heaton Park                    | Festival           | Festival   | Festival    |
| 17 de junio       | Dublín           | Irlanda        | Malahide Castle                | The Japanese House | ―          | ―           |
| 18 de junio       | Belfast          | Reino Unido    | Ormeau Park                    | Festival           | Festival   | Festival    |
| 28 de junio       | Pilton           | Reino Unido    | Worthy Farm                    | Festival           | Festival   | Festival    |
| 2 de julio        | Roskilde         | Dinamarca      | Dyrskuepladsen                 | Festival           | Festival   | Festival    |
| 6 de agosto       | Budapest         | Hungría        | Óbudai-Sziget                  | Festival           | Festival   | Festival    |
| 7 de agosto       | Oslo             | Noruega        | Tøyen Park                     | Festival           | Festival   | Festival    |
| 8 de agosto       | Gotemburgo       | Suecia         | Slottsskogen                   | Festival           | Festival   | Festival    |
| 10 de agosto      | Helsinki         | Finlandia      | Suvilahti                      | Festival           | Festival   | Festival    |
| Asia              |                  |                |                                |                    |            |             |
| 15 de agosto      | Seúl             | Corea del Sur  | Seoul Grand Park               | Festival           | Festival   | Festival    |

### Artistas invitados
| Fecha                   | Ciudad     | País           | Artista Invitado   | Canción                                       |
| ----------------------- | ---------- | -------------- | ------------------ | --------------------------------------------- |
| 28 de noviembre de 2024 | Londres    | Reino Unido    | Caroline Polacheck | Everything is Romantic · Welcome to My Island |
| 28 de noviembre de 2024 | Londres    | Reino Unido    | Yung Lean          | 360                                           |
| 28 de noviembre de 2024 | Londres    | Reino Unido    | Robyn              | 360 · Dancing On My Own                       |
| 12 de abril de 2025     | Indio      | Estados Unidos | Troye Sivan        | Talk Talk                                     |
| 12 de abril de 2025     | Indio      | Estados Unidos | Lorde              | Girl, so Confusing                            |
| 12 de abril de 2025     | Indio      | Estados Unidos | Billie Eilish      | Guess                                         |
| 19 de abril de 2025     | Indio      | Estados Unidos | Addison Rae        | Von Dutch                                     |
| 1 de mayo de 2025       | Brooklyn   | Estados Unidos | Bb Trickz          | Club Classics                                 |
| 14 de junio de 2025     | Londres    | Reino Unido    | Bladee             | Rewind                                        |
| 8 de agosto de 2025     | Gotemburgo | Suecia         | Yung Lean          | 360                                           |

### Apariciones especiales
| Fecha                 | Ciudad    | País        | Artista Principal | Canción             |
| --------------------- | --------- | ----------- | ----------------- | ------------------- |
| 14 de febrero de 2025 | Melbourne | Australia   | Clairo            | Sofia               |
| 15 de mayo de 2025    | Cannes    | Francia     | Yung Lean         | 360                 |
| 7 de junio de 2025    | París     | Francia     | Air               | Cherry Blossom Girl |
| 21 de junio de 2025   | Londres   | Reino Unido | Dua Lipa          | 360                 |